# 籾井氏
籾井氏（もみいし）は、日本の氏族の一つ。

## 丹波籾井氏
丹波国多紀郡籾井庄（兵庫県丹波篠山市福住）に起源を持ち、同庄の籾井城を居城とした。
永禄年間（1558–1570年）に作成されたとみられる史料に、「多紀郡籾井本所」で籾井五郎が違乱したとの記述があり、戦国期の籾井庄に籾井氏がいたことが確認できる。近隣の摂津国能勢郡天王（大阪府豊能郡能勢町）の吉良家には、それと同一人物とみられる籾井五郎親昌の書状が伝わっている。
天正5年（1577年）10月、多紀郡八上城の波多野氏攻略に取り掛かった織田信長家臣・明智光秀の攻撃を受け、籾井城は落城した。光秀は籾井城・荒木城・八上城を主な攻略目標としていたとみられ、このうち荒木城を支配していた荒木清長は波多野氏の有力被官だった。このことから天正5年の時点の籾井氏も、荒木氏同様、波多野氏の被官だったと考えられる。
籾井城の城主について、『丹波志』には籾井下野守晴重（春重）、『籾井家系譜』には籾井綱重と記されている。『籾井家日記』では、織田軍に抗戦した籾井家の人物は何鹿郡または船井郡の八田城主・籾井越中守教業とその嫡子で籾井城主の兵庫助教親とされる。
また、美濃国曽根城主の西尾光秀の跡を外孫の信光が継いだが、信光の父は籾井越後守光長であるという。光長は丹波の住人で、多紀郡籾井庄の籾井氏と同族とされる。信光の子の光教は初め斎藤氏に属し、織田信長・豊臣秀吉に仕えた後、徳川氏に従った。

## 京都籾井氏
室町時代から戦国時代にかけて、京都を中心に活動した一族。丹波国多紀郡籾井の出身とみられ、前述の波多野氏被官の籾井氏と同族の可能性がある。ただし、名乗りなどに共通点は見られず、同族であっても系統は異なると考えられる。
応永25年（1418年）から永享3年（1431年）にかけて「籾入道」（籾井入道）が室町幕府の御倉奉行を務めている。文安6年（1449年）には籾井備後入道が、長禄3年（1459年）から寛正元年（1460年）にかけては籾井信久が御倉奉行を務めていた。長享元年（1487年）には幕府奉公衆として籾井三郎左衛門久次の名が見え、以後、永禄4年（1561年）の籾井兵部少輔に至るまで、奉公衆としての籾井氏の姿が断続的に確認できる。
遡って応永元年（1394年）、山城国守護の結城満藤の下で籾井民部丞久基が葛野郡代を務めていた。応永32年（1425年）頃には、細川満元が守護に就く丹波で、籾井民部丞入道玄俊が多紀郡小守護代として活動している。寛正6年（1465年）には、細川政国の推挙によって、籾井弥三郎が多紀郡郡家荘公文職に任じられた。
御倉奉行・奉公衆・結城氏被官の籾井氏は、名乗りの「久」の字が共通していることから近い系統の一族と考えられる。また、結城氏被官の久基と細川氏被官の玄俊は官途名が共通しており、同一人物の可能性がある。
このほか、細川京兆家当主である細川政元の家臣・赤沢宗益の配下に籾井氏がいた。明応8年（1499年）、宗益は大和国に侵攻し、その翌年、「籾井」が大和の荘園支配に乗り出している。永正元年（1504年）に「モミヰ」は切腹しているが、永正3年（1506年）に宗益が大和へ再侵攻した際にも、その配下として籾井氏がおり、籾井修理進・籾井刑部丞の名が確認できる。
赤沢氏被官の籾井氏については、京都に進出し細川氏と関わりを持った籾井氏が、細川氏配下の赤沢氏被官としても活動するようになったと想定できる。しかし、名乗りなどの共通点が見られないことから、波多野氏被官の籾井氏と同様に、御倉奉行や奉公衆などの籾井氏とは別系統と考えられる。

## 和泉籾井氏
和泉国日根郡の籾井城（大阪府泉佐野市南中樫井）を拠点とした籾井彦五郎の後裔か。
彦五郎は南北朝時代初期、北朝方として戦っており、建武3年（1336年）7月に籾井城で挙兵した畠山国清に従っていた。同年10月に淡輪重氏が作成した軍忠状には、重氏が彦五郎の傘下に加わって戦った旨が記載されている（「淡輪文書」）。
康正3年（1457年）、籾井道永や籾井慶重は日根野氏や淡輪氏ら他の日根郡の国人らと契約状を取り交わし、一味同心することを誓い合った（「日根文書」）。
なお、和泉国の籾井は後に樫井（かしい）と呼ばれるようになったとされるが、それを否定する説もある。それによると、樫井と表記されるようになる前は樫の代用となる木偏に刄（刃）と書く国字が使用され、その字を用いて「カシノ井」と読んだという。同説では、籾井と記す史料はそれを誤写したものとされる。